# Giovanni Bellini
Giovanni Bellini, ps. Giambellino, łac. Ioannes Bellinus (ur. ok. 1427/1430, zm. 29 listopada 1516) – malarz włoski epoki renesansu, syn Jacopa Belliniego, brat Gentile.
Twórca weneckiej szkoły kolorystycznej, najwybitniejszy z malarskiej rodziny Bellinich. Kształcił się u ojca i u swego szwagra A. Mantegni. Malował głównie obrazy religijne i portrety. Znane są jego Madonny, przeznaczone do domów prywatnych. Tworzył głównie wielkie obrazy ołtarzowe (Opłakiwanie, 1470) i mniejsze kompozycje religijne (Chrystus na Górze Oliwnej) i alegoryczne, portrety dożów weneckich (Portret doży Leonardo Loredan i Giovanniego Mocenigo) odznaczające się lirycznym nastrojem (motywy muzyczne) i walorami kolorystycznymi. Głównie znany jako autor licznych przedstawień Madonny z Dzieciątkiem (Madonna Frizioni, Madonna degli Albarelli) naśladowane przez innych malarzy. Utrwalił typ Madonny tronującej oraz, oparty na zasadzie renesansowej symetrii, typ Sacra Conversatione (obrazy ołtarzowe w kościołach Santa Maria Gloriosa dei Frari 1488 i San Zaccaria 1505 – w Wenecji), także obrazy o tematyce świeckiej (Kobieta z lustrem), sceny mitologiczne i alegoryczne (Uczta bogów, Alegoria).
Jego dzieła odznaczają się niezwykłym kolorytem, mistrzowskim operowaniem barwą i światłem. Wielkie kompozycje Belliniego są malowane na tle krajobrazu, z efektami światła słonecznego i ze znawstwem perspektywy. Uczniami Belliniego byli Giorgione, Tycjan i inni wybitni malarze weneccy tego okresu np. Palma il Vecchio.

## Dzieła Giovanniego Belliniego

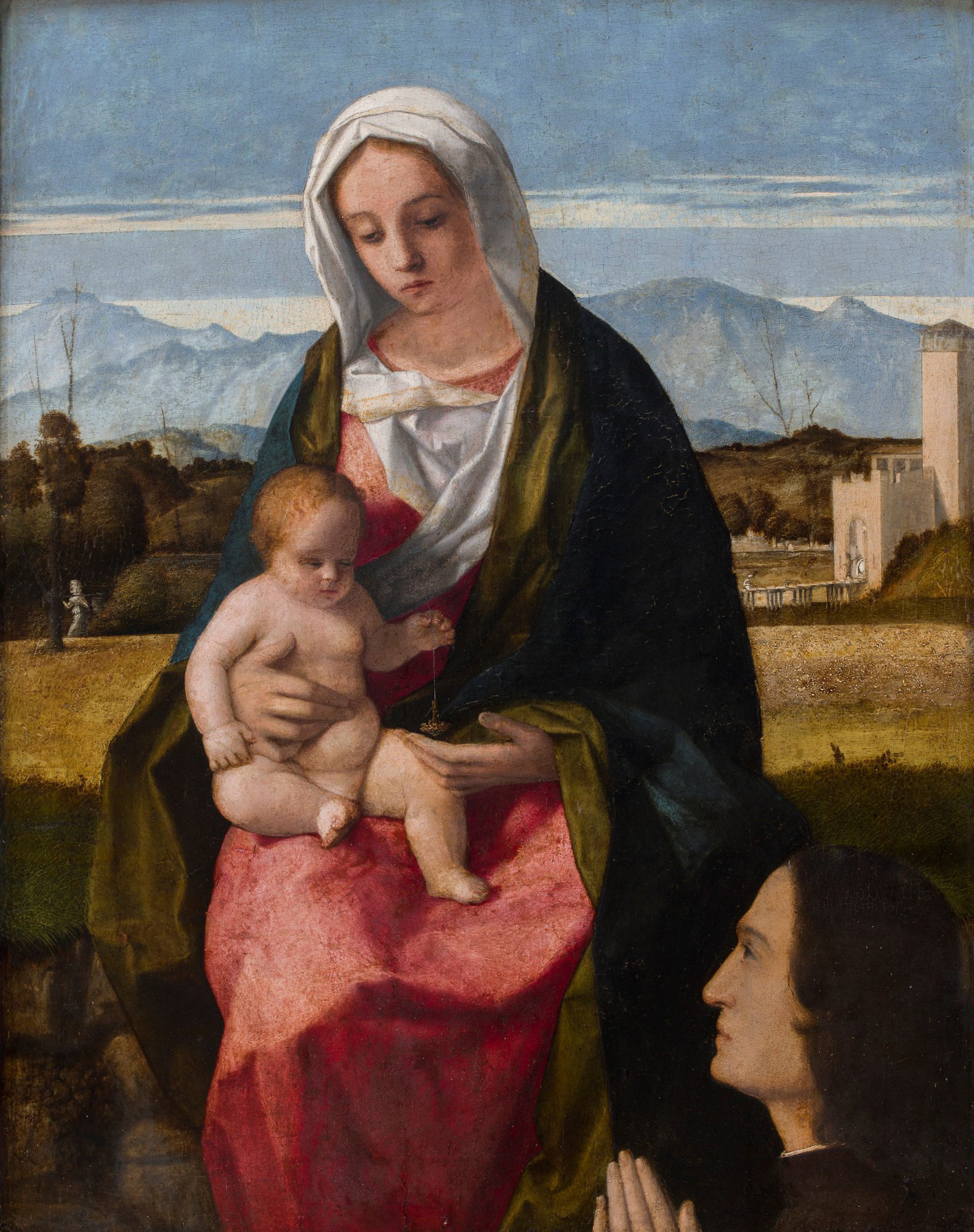
Madonna z Dzieciątkiem i fundatorem, 1502 r. – Galeria Malarstwa i Rzeźby Muzeum Narodowego w Poznaniu

- Święty Hieronim na pustyni – ok. 1450, tempera jajowa na desce, 44 × 39 cm, Barber Institute of Fine Arts w Birmingham
- Ciało Chrystusa z dwoma aniołami – prawdopodobnie lata 1465–1470, tempera i olej na desce, 94,6 × 71,8 cm, National Gallery w Londynie
- Modlitwa w Ogrójcu – ok. 1458–1460, tempera na desce, 80,4 × 127 cm, National Gallery w Londynie
- Chrzest Chrystusa – Viacenza
- Madonna z Dzieciątkiem i fundatorem – 1502, olej na drewnie, 71 × 57, Galeria Malarstwa i Rzeźby Muzeum Narodowego, Poznań
- Madonna z Dzieciątkiem i świętymi (Sacra Conversazione) – 1505, Kościół San Zaccaria, Wenecja
- Madonna z Dzieciątkiem na tronie w otoczeniu świętych – ok. 1485, olej na desce, 471 × 258 cm, Gallerie dell’Accademia, Wenecja
- Madonna z Frari – 1488, olej na drewnie, Santa Maria Gloriosa dei Frari, Wenecja
- Madonna greca – 1460 – 1465, Pinakoteka Brera
- Madonna na łące – - ok. 1500, tempera i olej na desce, 67,3 × 86,4 cm, National Gallery w Londynie
- Martwy Chrystus podtrzymywany przez Anioły – 1480, olej na płótnie Gemäldegalerie, Berlin
- Ofiarowanie w świątyni – 1460 deska 82 × 106 cm, Palazzo Querini Stampalia, Wenecja
- Ołtarz św. Hioba (Ołtarz z San Giobbe) – 1485, olej na desce 471 × 258 cm, Gallerie dell’Accademia, Wenecja
- Opłakiwanie (La Pietà) – 1472, olej na płótnie, 115 × 317 cm, Pałac Dożów, Wenecja
- Pala Barbarigo – 1488, olej na płótnie 200 × 320 cm, kościół San Pietro Martire, Wenecja
- Pietà – 1505, olej na desce 65 × 87 cm, Gallerie dell’Accademia
- Pietà – 1460, Pinakoteka Brera
- Pijaństwo Noego – 1513-1514, 103 × 157, Musee des Beaux-Art, Besancon
- Portret doży Leonardo Loredan – 1501 – 1504, olej na płótnie, 61,6 × 45,1 cm, National Gallery w Londynie
- Przemienienie Pańskie – tempera na desce, 134 × 68 cm, Museo Civico Correr, Wenecja
- Przemienienie Pańskie – 1478-1479, olej na desce, 115 × 154 cm, Museo di Capodimonte, Neapol
- Święta alegoria – 1485, olej na drewnie 73 × 119 m, Galeria Uffizi, Florencja
- Święci Krzysztof, Hieronim i Ludwik – 1513, deska 300 × 185 cm, Kościół San Giovanni Crisostomo, Wenecja
- Święty Franciszek na puszczy (obraz Giovanniego Belliniego) – ok. 1480, olej na desce, 124,4 × 141,9 cm, Frick Collection
- Toaleta młodej kobiety (Kobieta z lustrem) – 1515, 62 × 79 cm, Muzeum Historii Sztuki w Wiedniu
- Uczta bogów – wraz z Tycjanem, ok. 1514 – 1529, olej na płótnie, 170,2 × 188 cm, National Gallery of Art Waszyngton, Widener Collection